# Eleccions a l'Assemblea d'Extremadura
Les eleccions a l'Assemblea d'Extremadura són les eleccions autonòmiques en les quals els ciutadans d'Extremadura trien als membres de l'Assemblea d'Extremadura. Se celebren el quart diumenge de maig cada quatre anys. L'Assemblea d'Extremadura està formada per seixanta-cinc diputats. Les últimes eleccions a l'Assemblea d'Extremadura es van celebrar en 2015.

## Convocatòria
Les eleccions autonòmiques són convocades pel president d'Extremadura.[1] Se celebren el quart diumenge de maig de cada quatre anys, coincidint amb les eleccions municipals i les eleccions autonòmiques de la majoria de comunitats autònomes d'Espanya. Des de la reforma de l'Estatut d'autonomia de 2011, el president d'Extremadura pot dissoldre de forma anticipada l'Assemblea i convocar eleccions. No obstant això, no pot dissoldre el Parlament de forma anticipada durant el primer any de legislatura, ni durant la tramitació d'una moció de censura.[2] La nova Assemblea no està limitada pel terme natural de la legislatura original, sinó que disposa d'una nova legislatura completa de quatre anys. Mai s'han avançat les eleccions a l'Assemblea d'Extremadura.

## Sistema electoral

Diputats per circumscripció

L'Estatut d'Autonomia d'Extremadura de 2011 estableix que els membrees de l'Assemblea d'Extremadura són triats mitjançant sufragi universal, lliure, igual, directe i secret.[3] També estableix que el Parlament ha d'estar compost per un màxim de seixanta-cinc diputats.[3] La Llei Electoral d'Extremadura estableix la seva composició en seixanta-cinc diputats.[4] Els parlamentaris es trien mitjançant escrutini proporcional plurinominal amb llistes tancades en cada circumscripció electoral.
Les circumscripcions electorals de l'Assemblea d'Extremadura es corresponen amb les dues províncies extremenyes.[3] A cada província li correspon un mínim inicial de vint diputats. Els vint-i-cinc diputats restants es distribueixen entre les províncies en proporció a la seva població.[4] Així, en les eleccions de 2015 el repartiment va ser el següent: 29 diputats a Càceres i 36 a Badajoz. L'assignació d'escons a les llistes electorals es realitza mitjançant el sistema D'Hondt.[5] La barrera electoral és del 5 % dels vots vàlids emesos en la circumscripció o el 5 % dels vots vàlids emesos en la comunitat.[5]
Des de la reforma de la LOREG de 2007 en les eleccions autonòmiques de totes les comunitats autònomes les candidatures han de presentar llistes electorals amb una composició equilibrada d'homes i dones, de manera que cada sexe suposi almenys el 40 % de la llista.[6] Aquesta reforma va ser recorreguda pel Grup Parlamentari Popular del Congrés dels Diputats davant el Tribunal Constitucional, que en 2008 va concloure que la reforma sí era constitucional.[7]